# Banga (album)
Pour les articles homonymes, voir Banga.
Albums de Patti Smith
Twelve
(2007)
Singles
1. April Fool
Sortie : 1er avril 2012

Banga est un album de Patti Smith sorti le 4 juin 2012, cinq ans après Twelve, un album de reprises et huit ans après Trampin', dernier album composé de chansons originales. Le titre fait référence au nom du chien de Pilate dans le roman Le Maître et Marguerite de Mikhaïl Boulgakov. Le premier single, April Fool, est sorti le 1er avril 2012.

## Production
La conception de Banga commence en mars 2008, alors que Patti Smith découvrit la littérature de Mikhaïl Boulgakov, qui inspira les chansons April Fool et Banga. Le bassiste, Tony Shanahan, enregistra les parties instrumentales de Maria et de Amerigo (en hommage au navigateur Amerigo Vespucci) avec le batteur Louie Appel et le guitariste Jack Petruzzelli, en l'absence de la chanteuse en tournée en Russie. 

## Analyse des chansons
L'album contient une chanson en hommage à Amy Winehouse, This Is the Girl, que Patti a écrite rapidement au studio d'enregistrement en apprenant sa mort.
« Nous étions aux Electric Lady [Studios] en train de faire une chanson qui n'avait rien à voir et j'ai écrit un petit poème pour Amy quand elle est morte et mon bassiste, Tony Shanahan, a composé un morceau et les deux vont parfaitement ensemble. »
Nine est une chanson d'anniversaire pour son ami Johnny Depp qu'elle lui a offerte alors qu'ils se trouvaient à Porto Rico.
« Johnny est un de mes très bons amis et j'étais à Porto Rico pendant qu'il tournait Rum Diary. Nous étions dans une sorte de jungle et j'ai réalisé que son anniversaire approchait et que je n'avais pas de cadeau et qu'il n'y avait pas de magasin dans la jungle. Donc j'ai pensé que la meilleure chose que je pouvais lui offrir était de lui composer une chanson donc l'inspiration est venue très naturellement. »
Maria est un autre portrait qui figure sur cet album, hommage à la comédienne Maria Schneider dont Patti était proche dans les années 1970.
Parmi les autres morceaux de l'album figure Fuji-san, un hommage aux victimes du tremblement de terre au Japon de 2011. Patti Smith n'a pas voulu en faire une chanson dramatique sur l’évènement mais plutôt pour honorer le peuple japonais et « implorer le mont Fuji et demander à Mère Nature de veiller sur eux ».
La dernière piste de l'album est une reprise du célèbre titre de Neil Young, After the Gold Rush paru sur l'album du même nom en 1970. Patti souhaitait que l'album se termine comme un lever du jour et alors qu'elle réflechissait au type de chanson que cela pourrait être, elle a entendu After the Gold Rush et s'est dit « Neil l'a déjà écrite ». Le titre a été enregistré avec sa fille Jesse au piano et son fils Jackson à la guitare.

## Liste des titres
Toutes les paroles sont écrites par Patti Smith sauf où indiqué.
| 1.    | Amerigo                                     | Tony Shanahan                  | 4:36  |
| 2.    | April Fool                                  | Tony Shanahan                  | 3:46  |
| 3.    | Fuji-san                                    | Lenny Kaye                     | 4:12  |
| 4.    | This Is the Girl                            | Stewart Lerman / Tony Shanahan | 3:49  |
| 5.    | Banga                                       | Patti Smith                    | 2:52  |
| 6.    | Maria                                       | Tony Shanahan                  | 5:05  |
| 7.    | Mosaic                                      | Jay Dee Daugherty              | 4:12  |
| 8.    | Tarkovsky (The Second Stop Is Jupiter)      | Sun Ra                         | 4:50  |
| 9.    | Nine                                        | Patti Smith                    | 5:02  |
| 10.   | Seneca                                      | Lenny Kaye                     | 5:39  |
| 11.   | Constantine’s Dream                         | Lenny Kaye                     | 10:19 |
| 12.   | After the Gold Rush (paroles de Neil Young) | Neil Young                     | 4:13  |
| 58:35 |                                             |                                |       |

## Classements
| Classement                         | Meilleure position |
| ---------------------------------- | ------------------ |
| Allemagne (Media Control AG)       | 19                 |
| Australie (ARIA)                   | 50                 |
| Autriche (Ö3 Austria Top 40)       | 23                 |
| Belgique (Flandre Ultratop)        | 10                 |
| Belgique (Wallonie Ultratop)       | 18                 |
| Danemark (Tracklisten)             | 7                  |
| Espagne (Promusicae)               | 44                 |
| États-Unis (Billboard 200)         | 57                 |
| Finlande (Suomen virallinen lista) | 21                 |
| France (SNEP)                      | 10                 |
| Norvège (VG-lista)                 | 3                  |
| Nouvelle-Zélande (RIANZ)           | 32                 |
| Pays-Bas (Mega Album Top 100)      | 37                 |
| Royaume-Uni (UK Albums Chart)      | 47                 |
| Suède (Sverigetopplistan)          | 10                 |
| Suisse (Schweizer Hitparade)       | 12                 |